# Magnificat
Magnificat ali magnífikat (latinsko "[Moja duša] poveličuje [Gospoda]") je Marijina hvalnica, ki se uporablja v bogoslužju katoliške, pravoslavne in anglikanske Cerkve. Navezuje se na prizor v evangeliju, ko Marija, noseča z Jezusom, obišče sorodnico Elizabeto. Ime hvalnice, ki je bila predmet številnih glasbenih predelav, je vzeto iz njene prve vrstice, ki se v latinščini glasi "Magnificat anima mea Dominum".

## Kontekst in besedilo
Marijina hvalnica je ena od štirih spevov, ki obravnava tematiko izpolnitve obljube o rojstvu Odrešenika v Lukovem evangeliju. Poleg magnifikata so to Zaharijeva hvalnica (Lk 1,67-79) angelska Slava Bogu na višavah (Lk 2,13-14) in Simeonova hvalnica (Lk 2,28-32). Pesnitve so strukturno podobne predkrščanskim judovskim hvalnicam.
Besedilo je vzeto iz radostnega obiska Marije pri sestrični Elizabeti, ki je bila noseča z Janezom Krstnikom. Ob pozdravu se dete v njenem telesu zgane, svojo sorodnico počasti z besedami (ki deloma tvorijo molitev zdravamarija) in Marija se odzove s hvalnico (Lk 1,39-55).
| Latinsko | Slovensko |
| --- | --- |
| Magníficat ánima mea Dóminum, et exsultávit spíritus meus in Deo salvatóre meo, quia respéxit humilitátem ancíllæ suæ. Ecce enim ex hoc beátam me dicent omnes generatiónes, quia fecit mihi magna, qui potens est, et sanctum nomen eius, et misericórdia eius in progénies et progénies timéntibus eum. Fecit poténtiam in bráchio suo, dispérsit supérbos mente cordis sui; depósuit poténtes de sede et exaltávit húmiles, esuriéntes implévit bonis et dívites dimísit inánes. Suscépit Ísraël púerum suum, recordátus misericórdiæ, sicut locútus est ad patres nostros, Ábraham et sémini eius in sǽcula. Glória Patri, et Fílio, et Spirítui Sancto. Sicut erat in princípio, et nunc et semper, et in sǽcula sæculórum. Amen. | Moja duša poveličuje Gospoda, moje srce se raduje v Bogu, mojem Zveličarju. Ozrl se je na nizkost svoje dekle, glej, odslej me bodo blagrovali vsi rodovi. Velike reči mi je storil Vsemogočni, njegovo ime je sveto. Iz roda v rod skazuje svoje usmiljenje vsem, ki mu zvesto služijo. Dvignil je svojo močno roko, razkropil je vse, ki so napuhnjenih misli. Mogočne je vrgel s prestola in povišal je nizke. Lačne je napolnil z dobrotami in bogate je odpustil prazne. Sprejel je svoje izvoljeno ljudstvo, kakor je obljubil našim očetom. Spomnil se je svoje dobrote do Abrahama in vseh njegovih potomcev. Slava Očetu in Sinu in Svetemu Duhu, kakor je bilo v začetku, tako zdaj in vselej in vekomaj. Amen. |